# Windischeschenbach

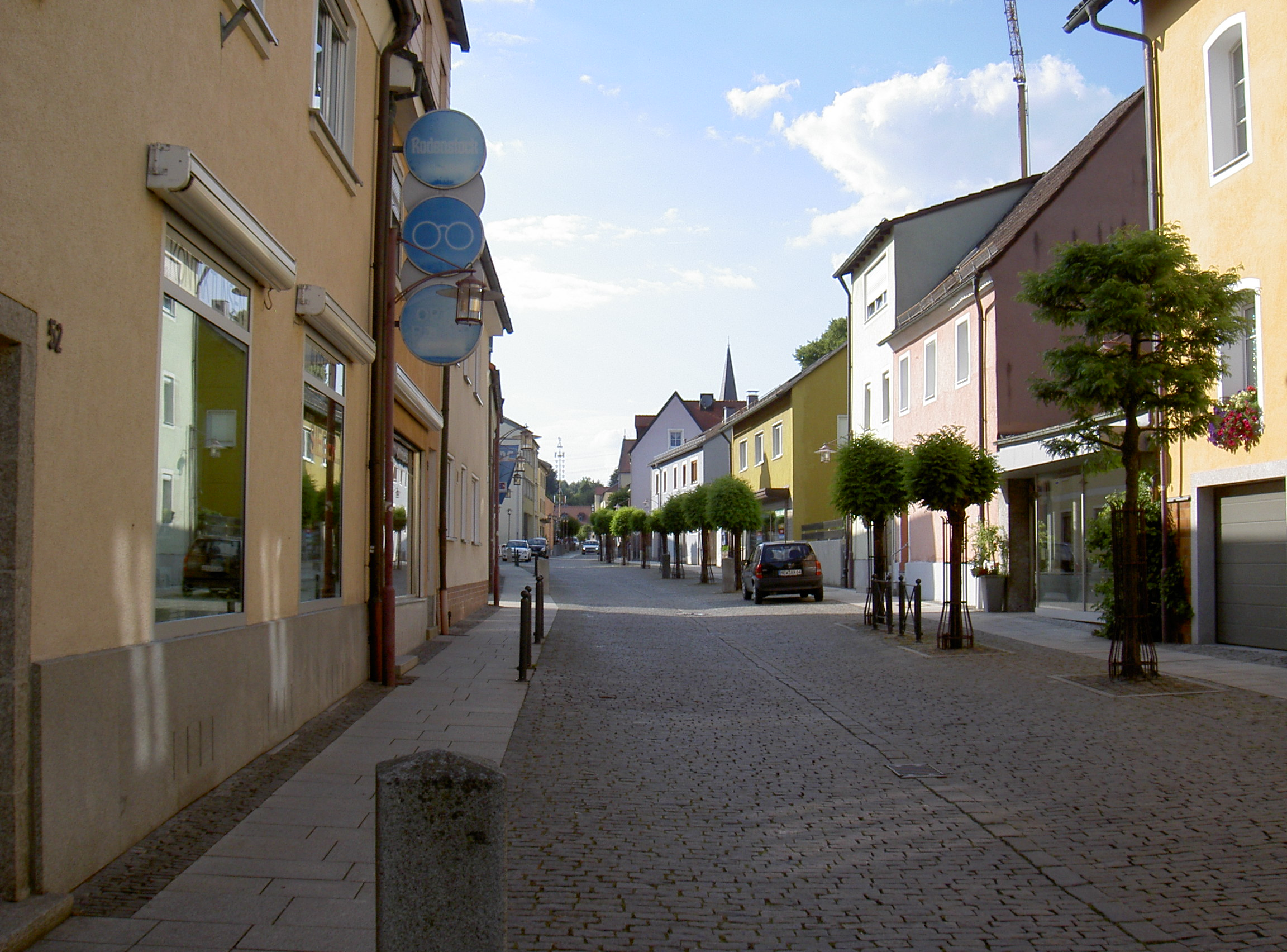
Hauptstraße

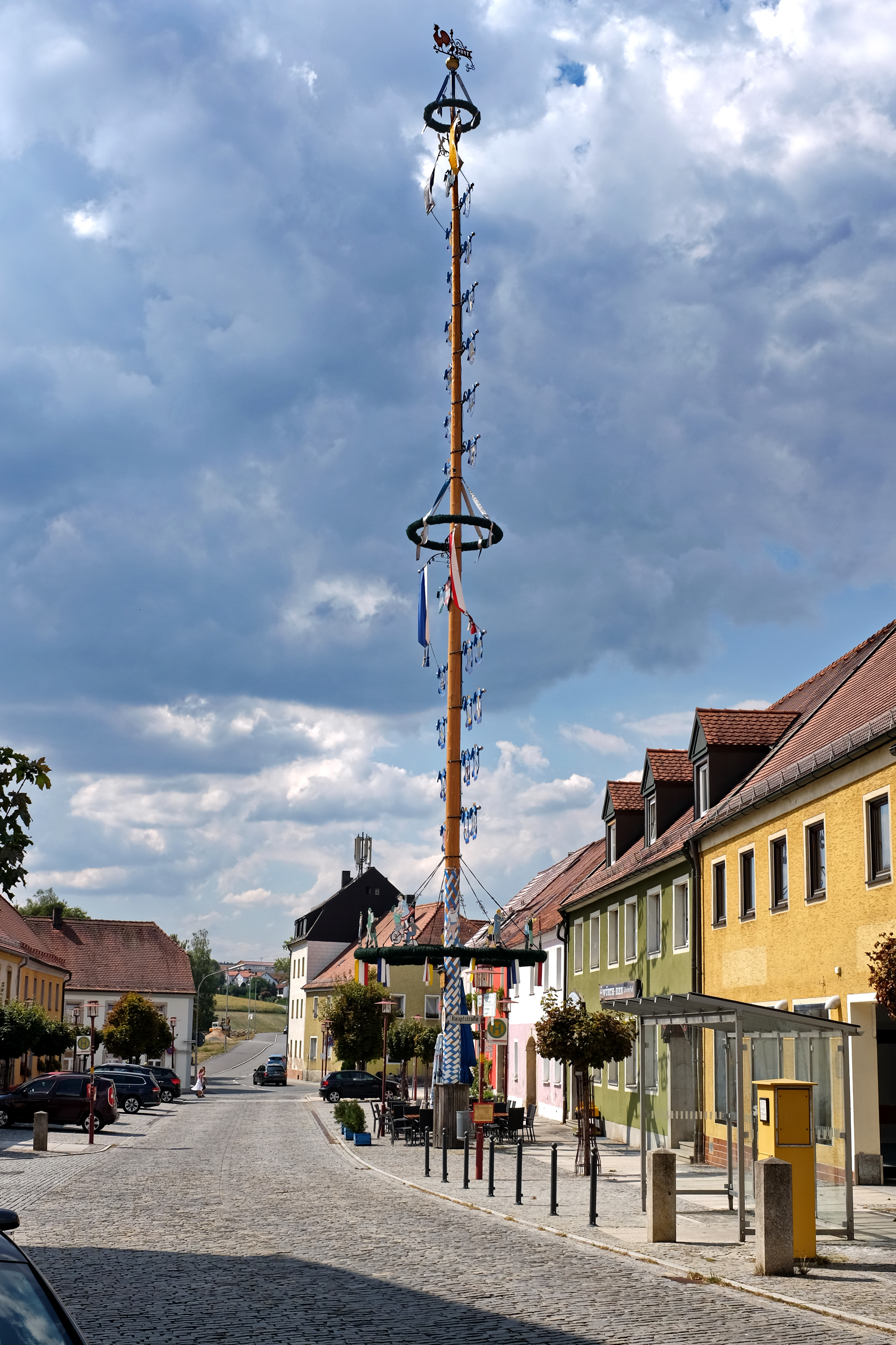
Stadtplatz

Windischeschenbach (bairisch Eschawo) ist eine Stadt im Oberpfälzer Landkreis Neustadt an der Waldnaab, die an der Bayerischen Porzellanstraße liegt.

## Geografie

### Geografische Lage
Die Stadt liegt südlich des Zusammenflusses von Fichtel- und Tirschenreuther Waldnaab. Die dabei entstandene Waldnaab läuft südwärts und trennt mit ihrem tief eingeschnittenen Tal den Hauptort im Westen vom zweitgrößten Stadtteil Neuhaus im Osten. Die höchste Erhebung ist eine bewaldete Kuppe am Westrand des Stadtgebietes und erreicht 587 m ü. NHN.

### Gemeindegliederung
Die Stadtgemeinde hat 19 Gemeindeteile (in Klammern ist der Siedlungstyp angegeben):
- Bach (Weiler)
- Berg (Weiler)
- Bernstein (Kirchdorf)
- Dietersdorf (Kirchdorf)
- Dornmühle (Einöde)
- Gerbersdorf (Weiler)
- Gleißenthal (Kirchdorf)
- Harleshof (Einöde)
- Johannisthal (Einöde)
- Lindenhof (Weiler)
- Naabdemenreuth (Weiler)
- Neuhaus (Pfarrdorf)
- Nottersdorf (Weiler)
- Oberbaumühle (Einöde)
- Ödwalpersreuth (Weiler)
- Pleisdorf (Weiler)
- Schweinmühle (Einöde)
- Wiesenthal (Einöde)
- Windischeschenbach (Hauptort)

### Klima
Die Stadt liegt im Klimabezirk des Oberpfälzer Waldes, ein waldreiches Mittelgebirge in Ostbayern mit typischem Schonklima.

## Geschichte

### Bis zur Gemeindegründung
Um 950 entstand durch Mönche des Klosters St. Emmeram aus Regensburg die Missionsstation Windischeschenbach. 1605 wurde der Ort zum Markt erhoben. Windischeschenbach gehörte zum größten Teil zum Reichsstift Kloster Waldsassen. Der Ort war durch den Eschenbach geteilt, wobei der am rechten Ufer gelegene Teil des Ortes dem Herzogtum Sulzbach unterstand und somit seit 1777 zu Bayern und der links des Eschenbaches gelegene Teil zu Waldsassen gehörte. Seit dem Reichsdeputationshauptschluss von 1803 gehört der gesamte Ort zu Bayern. Im Zuge der Verwaltungsreformen in Bayern entstand mit dem Gemeindeedikt von 1818 die heutige Gemeinde.

### 20. Jahrhundert
Im Jahr 1952 wurde anlässlich der 1000-Jahr-Feier von Ort und Pfarrei der Markt zur Stadt erhoben. Am 22. September 1987 wurde in Windischeschenbach die Kontinentale Tiefenbohrung (KTB) gestartet.

### Eingemeindungen
Im Zuge der Gebietsreform in Bayern wurden am 1. Januar 1972 die Gemeinden Bernstein, Naabdemenreuth und Neuhaus (mit dem im Jahr 1945 oder 1946 eingemeindeten Dietersdorf) eingegliedert.

### Einwohnerentwicklung
Zwischen 1988 und 2018 sank die Einwohnerzahl von 5785 auf 4960 um 825 Einwohner bzw. um 14,3 %.

### Name
Bis 1424 hieß der Ort nur Eschenbach. Um ihn vom weiter westlich gelegenen Eschenbach abzugrenzen, erhielt er den Zusatz Windisch, da er im Vergleich zum namensgleichen Ort weiter östlich und damit näher am Wendenland (Böhmen) lag.

## Politik

### Stadtrat
Die 20 Sitze des Stadtrates verteilen sich seit der Kommunalwahl am 15. März 2020 wie folgt (mit Vergleichszahlen der beiden vorigen Wahlen):
| Partei / Liste | CSU | SPD | Grüne | FW |
| -------------- | --- | --- | ----- | -- |
| Sitze 2020     | 10  | 4   | 2     | 4  |
| Sitze 2014     | 12  | 6   | –     | 2  |
| Sitze 2008     | 11  | 6   | –     | 3  |

### Bürgermeister
Bei der Kommunalwahl 2014 wurde Karlheinz Budnik (CSU) mit 70,52 % der gültigen Stimmen zum Ersten Bürgermeister gewählt. Er gehört mit Sitz und Stimme ebenfalls dem Gemeinderat an.

### Wappen
|                                   | Blasonierung: „In Rot ein silberner Wellenbalken, darin ein waagrechter blauer Fisch; oben zwei sechsstrahlige goldene Sterne, unten ein solcher.“ |
| Das Wappen ist seit 1553 bekannt. | |

## Kultur und Sehenswürdigkeiten
Windischeschenbach ist das „Tor zum Waldnaabtal“, einem Naherholungsgebiet zum Wandern und Radfahren. Das Waldnaabtalmuseum in der Burg Neuhaus ist ein regionales Archiv der Kultur und Lebensart.

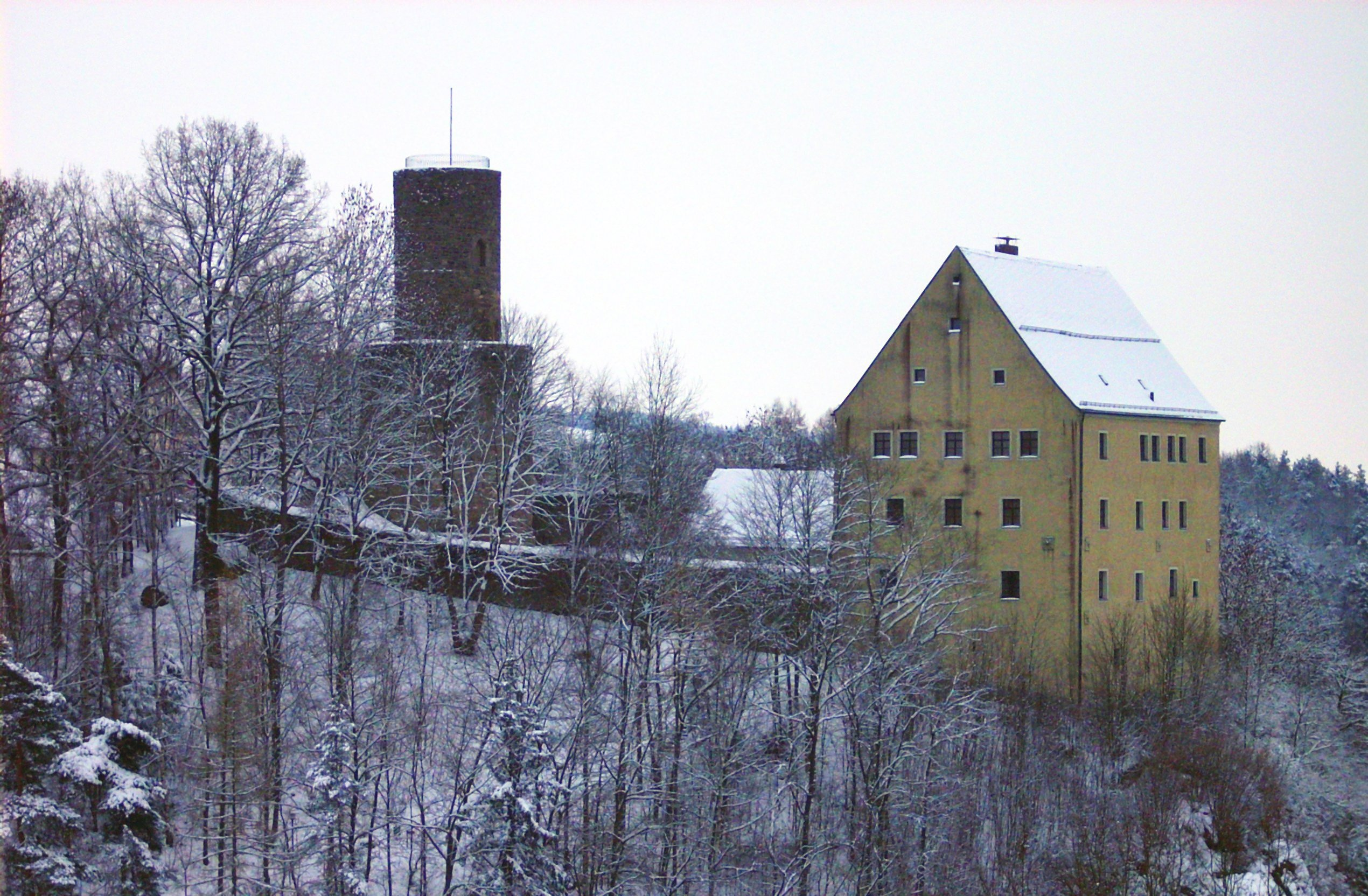
Burg Neuhaus

### Bau- und Bodendenkmäler
- Schloss Windischeschenbach
- Burg Neuhaus mit 23 m hohem „Butterfassturm“
- Kommunbrauhaus (Windischeschenbach)

### Natur
- Das Naturschutzgebiet Waldnaabtal

### Kulinarische Spezialitäten
Windischeschenbach stellt eine Zoigl-Hochburg dar. Der Zoigl ist ein untergäriges Bier, das nach traditioneller Weise gebraut wird. Die zahlreichen Zoigl-Stuben laden zumeist an den Wochenenden abwechselnd zum abendlichen gemütlichen Beisammensein ein.

### Sport
- Allgemeiner Turn- und Sportverein ATSV
- Behinderten- und Versehrtensportverein
- DJK Windischeschenbach
- Eisstockclub Windischeschenbach
- Feuerschützengesellschaft Windischeschenbach e. V.
- Fischerfreunde Neuhaus – Windischeschenbach
- Rad- und Skisportverein Concordia
- SKC UNTER UNS
- SpVgg Windischeschenbach e. V.
- Tauch- und Schnorchelclub „Easy Diver“
- Tennisclub Windischeschenbach
- Narrhalla Stadt Windischeschenbach e. V.

## Verkehr

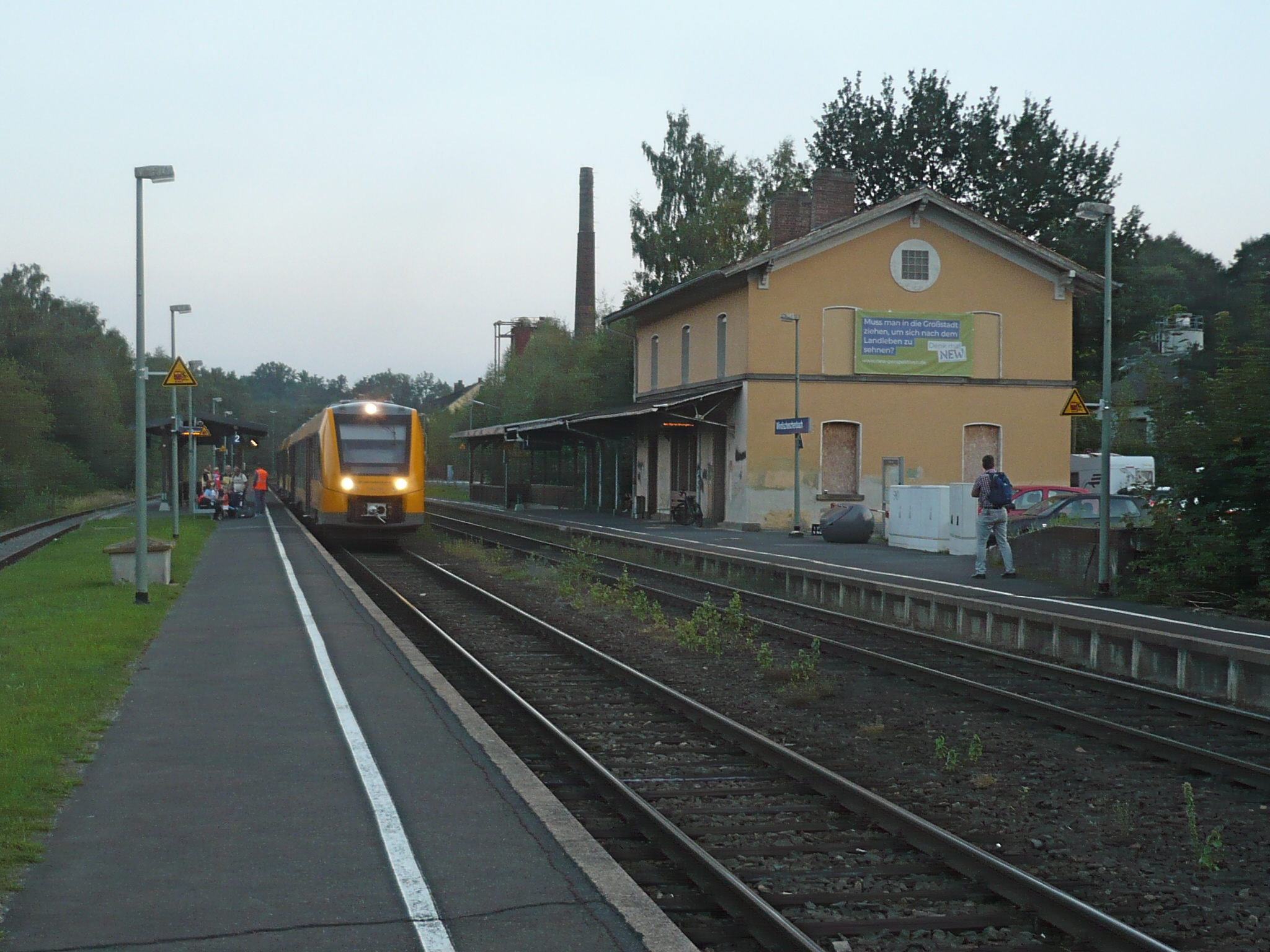
Zug der Oberpfalzbahn im Bahnhof

Windischeschenbach hat einen Bahnhof an der Bahnstrecke Weiden–Oberkotzau, an dem regelmäßig Züge der Oberpfalzbahn verkehren. Die Stadt grenzt unmittelbar an die Autobahn A 93 Regensburg – Weiden – Hof an und hat eine eigene Anschlussstelle.

## Sonstiges

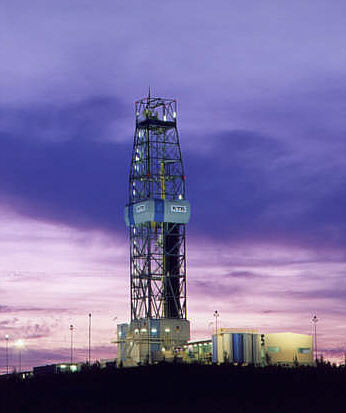
Der 83 m hohe Bohrturm bei Windischeschenbach

Überregional bekannt wurde Windischeschenbach durch das Kontinentale Tiefbohrprogramm der Bundesrepublik Deutschland.
Das Bohrloch der Hauptbohrung ist mit 9101 Metern Tiefe das tiefste in Deutschland und eines der tiefsten weltweit. Der Bohrturm kann besichtigt werden.

## Persönlichkeiten

### Ehrenbürger
- Hans Hausmann (1876–1933), langjähriger Bezirksamtmann des Bezirksamts Neustadt an der Waldnaab

### Söhne und Töchter der Stadt
- Wigand Deltsch (1708–1792), Zisterzienser, Abt des Klosters Waldsassen
- Josef Wittmann (1880–1968), Kirchenmaler des Neubarocks im süddeutschen Raum. Malte in über 80 Kirchen Kirchendecken und Altarbilder hauptsächlich in den Diözesen Regensburg, Eichstätt und München-Freising bzw. in der Oberpfalz, Nieder- und Oberbayern, vereinzelt auch in den Diözesen Augsburg und Passau.
- Richard Hirsch (1882–1959), deutscher Glashüttentechniker
- Paul Schinner (* 1937), Oberpfälzer Bildhauer, Maler und Grafiker
- Marion Schieder (* 1976), Fernseh- und Radiomoderatorin

### Mit der Stadt verbunden
- Josef Wagner (1892–1979), SPD-Politiker, lebte nach dem Ersten Weltkrieg in Windischeschenbach.
- Dieter Hildebrandt (1927–2013), deutscher Kabarettist, wurde nach dem Zweiten Weltkrieg aus seiner niederschlesischen Heimat vertrieben und lebte in Windischeschenbach.
- Norbert Neugirg (* 1960), Kabarettist, Schauspieler, Moderator, Kolumnist und Musiker, lebt in Windischeschenbach